# Warren Hull
Warren Hull (ur. 17 stycznia 1903, zm. 14 września 1974) – amerykański aktor filmowy.

## Filmografia
- 1935: All for One
- 1937: Sekretarka jej męża jako Barton 'Bart' Kingdon
- 1939: The Girl from Rio jako Steven
- 1941: The Green Hornet Strikes Again! jako Britt Reid/Green Hornet

## Wyróżnienia
Posiada dwie gwiazdy na Hollywoodzkiej Alei Gwiazd.